# 蔡本端
蔡本端（？—？），字幼貞，號涵春，福建福州府閩縣人，民籍，明朝政治人物。

## 生平
嘉靖二十八年（1549年）己酉科福建鄉試第二十五名舉人。嘉靖三十二年（1553年）中式癸丑科會試第一百八十七名，三甲第三十二名進士。刑部观政，授浙江崇德知县，三十四年以倭變城陷謫戍。

## 家族
曾祖蔡榮；祖父蔡文鑛；父蔡浩，知州。嫡母陳氏；生母林氏。弟本瑞、本顓。